# Vinterharkrank
Vinterharkrank (Chionea araneoides) är en tvåvingeart som beskrevs av Johan Wilhelm Dalman 1816. Vinterharkrank ingår i släktet Chionea och familjen småharkrankar. Arten är reproducerande i Sverige. Inga underarter finns listade i Catalogue of Life.
Arten är känd från Österrike, Tjeckien, Danmark, Finland, Italien, Norge, Polen, Rumänien, Slovakien, Slovenien, Sverige, Schweiz och Ryssland.